# Sölb
 Sölb ist ein Gemeindeteil der Gemeinde Raisting im oberbayerischen Landkreis Weilheim-Schongau. Das Kirchdorf liegt am nordöstlichen Rand von Raisting.

## Baudenkmäler
- Filialkirche St. Margaretha